# Van Eck-phreaking
A van Eck-phreaking egy lehallgatási technika, amely során valamilyen informatikai eszköz, például egy monitor elektromágneses sugárzását figyelik meg. Nevét Wim van Eck holland számítástechnikusról kapta, aki 1985-ben publikálta a módszert. A phreaking szűk értelemben a telekommunikációs hálózatok manipulációja, tágabban mindenféle lehallgatási és feltörési technikára használják.
Van Eck a katódcsöves (CRT) monitorokat vizsgálta. Az ilyen monitorok képét a képernyő belső felületére felvitt fénypor felvillanásai adják, amelyeket egy elektronsugár gerjeszt. Az elektronsugár, amelyet elektromágneses tekercsek térítenek el a megfelelő irányba, másodpercenként néhány tucatszor végigpásztázza a képernyőt. A tekercseket vezérlő magasfeszültségű jel, amely a képernyőn megjelenő összes információt tartalmazza, a tévéadáshoz hasonló elektromos kisugárzást gerjeszt, éppen csak a tévéadásokat kísérő szinkronizáló jel hiányzik belőle. A jelet nagyfrekvenciás antennákkal fogva és szinkronizálva akár nagy távolságról is kiolvasható belőle az eredeti kép.
Később kifejlesztettek hasonló elven működő lehallgatási módszereket LCD képernyőkre is, Mind a CRT, mind az LCD képernyőket célzó eszköz viszonylag olcsó, könnyen beszerezhető alkatrészekből összeállítható. Ellenintézkedésként általában szigetelik a számítástechnikai eszközöket a kisugárzás ellen, illetve olyan módon zavarják a jeleket (például a legkisebb helyiértékű bit randomizálásával), hogy az vizuálisan kevésbé legyen feltűnő, de a szinkronizálást megnehezítse. Az amerikai nemzetbiztonsági hatóság, az NSA a TEMPEST (Transient Electromagnetic Pulse Emanation Standard) kódnév alatt gyűjti a lehallgatható kisugárzásokat korlátozó szabványokat.
A 2006-os holland választások során a holland kormány betiltotta a NewVote számítógépes szavazatszámláló gépeket, mert attól tartott, hogy azokat van Eck-phreakinggel lehallgatva sérülhet a titkos választójog.

## Külső hivatkozások
- Tempest for Eliza, egy Linux alatt futó szoftver, ami képes rádión fogható zenét kelteni a monitor vezérlésével.
- Van Eck phreaking demonstráció a CeBIT 2006-on